# ジェイコブ・クラウニンシールド

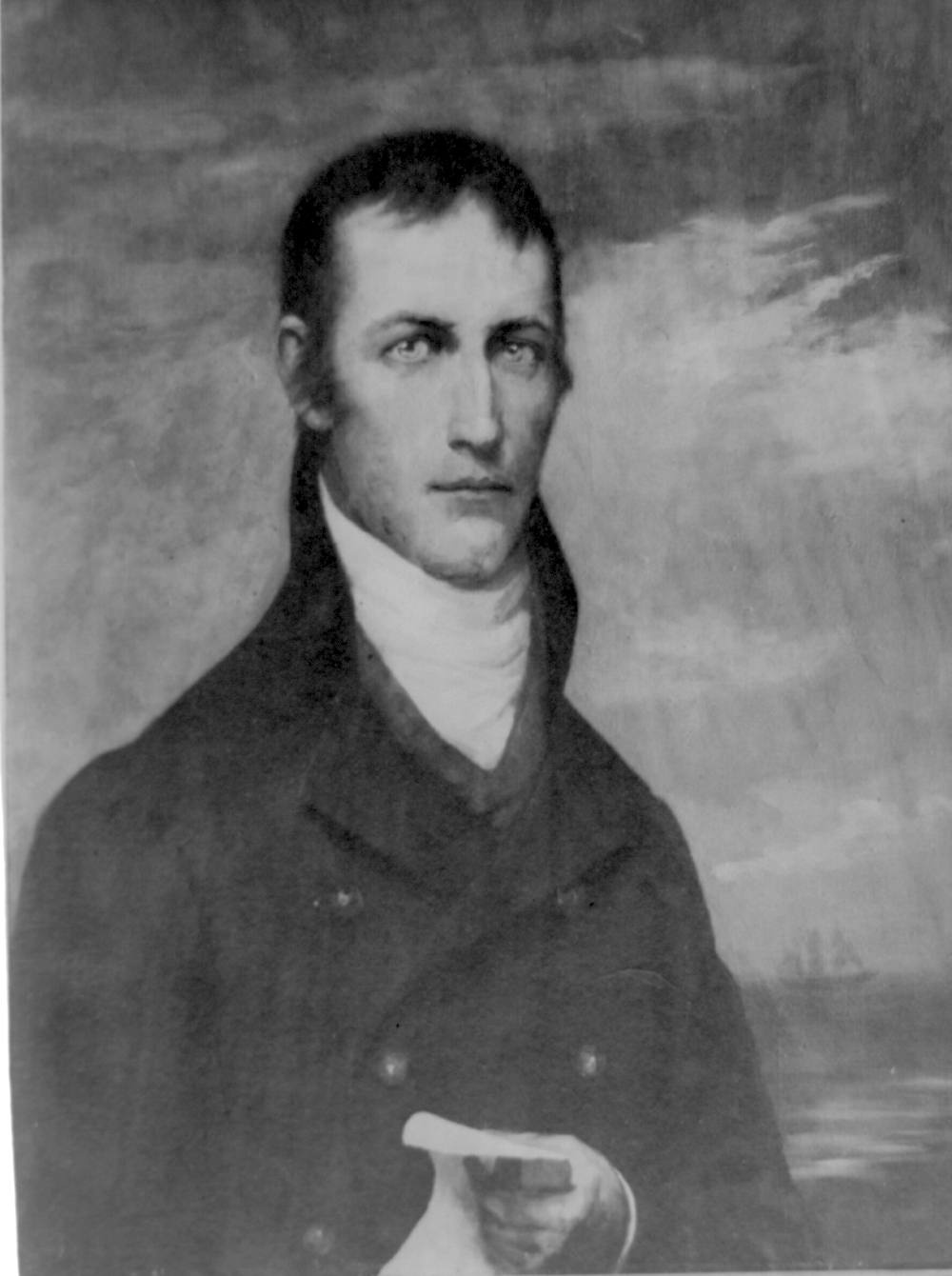
ジェイコブ・クラウニンシールド

ジェイコブ・クラウニンシールド（Jacob Crowninshield, 1770年3月31日 - 1808年4月15日）は、アメリカ合衆国の政治家。1803年から1808年までアメリカ合衆国下院議員を務めた。

## 生涯
1770年、クラウニンシールドは英領マサチューセッツ直轄植民地のセイラムで生まれた。クラウニンシールドは実業家として生計を立て、1798年にドワイト・フォスターの辞任に伴って実施された合衆国下院議員選挙に立候補したが、落選した。その3年後の1801年、クラウニンシールドはマサチューセッツ州上院議員に当選した。
1805年、トーマス・ジェファーソン大統領はクラウニンシールドを海軍長官に推薦した。しかしながらクラウニンシールドは健康的理由によりその指名を辞退した。
クラウニンシールドは共和党に所属し、1803年3月4日にマサチューセッツ州からアメリカ合衆国下院議員に選出された。そして1808年4月15日に死去するまで、3期連続で合衆国下院議員を務めた。クラウニンシールドは1805年から1806年にかけて、下院の商工業委員会で議長を務めた。
1808年、クラウニンシールドはワシントンD.C.で死去した。クラウニンシールドの遺体は故郷セイラムのハーモニー・グローヴ墓地に埋葬された。クラウニンシールドの死後、ワシントンD.C.の合衆国議会墓地にはクラウニンシールドの記念碑が建てられた。

## 家族
父親はジョージ・クラウニンシールド (George Crowninshield, 1734-1815)、母親はメアリー・ダービー (Mary Derby, 1737-1813)。ともにマサチューセッツのセイラム出身であった。
クラウニンシールドは1796年6月5日にサラ・ガードナー (Sarah Gardner, 1773-1807) と結婚した。2人の間には以下の子供が生まれた。
1. サラ・ガードナー・クラウニンシールド (Sarah Gardner Crowninshield, 1800-1835)
2. ジェイコブ・クラウニンシールド (Jacob Crowninshield, 1801-????)
3. ウィリアム・クラウニンシールド (William Crowninshield, 1802-????)
4. メアリー・クラウニンシールド (Mary Crowninshield, 1804-1838)